# Georges (prénom)
Pour les articles homonymes, voir Georges.
Georges est un prénom masculin d’étymologie grecque.

## Étymologie et variantes
Georges est un prénom issu du latin Georgius, lui-même du grec ancien Γεώργιος / Geṓrgios et signifiant « celui qui travaille à la terre ». Il a pour hypocoristique Georget (aujourd'hui utilisé comme nom de famille) et pour forme féminine répandue Georgette et moins fréquente Georgiane, Géorgie et Georgine. 
La forme Georges du français moderne est une réfection savante à partir du latin Georgius, les formes populaires traditionnelles étant Joere, Geore, Jore, Jores, Jorres, variante Joris, Jory, Jorys, issues de la variante du latin vulgaire Georius. Ces anciennes formes ont été supplantées par la forme savante Georges à partir de la Renaissance. Les dérivés patronymiques fréquents Joret, Jouret, etc. sont basés sur les formes populaires traditionnelles.
En outre, le nom de saint Georges apparaît en toponymie française sous les formes dialectales suivantes : Saint-Geoire, Saint-Geoirs (Isère), Saint-Geours (Landes), Saint-Jeoire (Haute-Savoie), Saint-Jeure (Ardèche), Saint-Jeures (Haute-Loire), Saint-Joire (Meuse), Saint-Jores (Manche), Saint-Juéry (Aveyron, Lozère), Saint-Juire (Vendée), Saint-Jure (Moselle), Saint-Jurs (Basse-Alpes), Saint-Yorre (Allier).
Il a pour formes étrangères masculines George (en anglais), Georgi, Georgio, Georgy, Giorgio, Jerzy, Jiří, Jo, Jordi, Jordy, Jorg, Jorge, Juraj, Jürg, Jürgen, Yuri et pour formes féminines étrangères Georgia, Georgiana, Georgina, Jiřina.

### Variantes linguistiques
- albanais : Gjergj
- allemand : Georg, Jörgen, Jürg, Jürgen, Georgen
- anglais : George
- arabe : جورج، جرجس
- arménien : Գեվորգ (Gevórg)
- azéri : Yeji (Jerzy)
- basque : Gorka
- breton : Jord, Yorick
- bulgare : Георги (Georgi)
- catalan : Jordi
- danois : Jørgen
- espagnol : Jorge
- estonien : Jüri
- finnois : Yrjö, Jyrki
- gaélique écossais : Seòras, Seòrsa
- galicien : Xurxo
- gallois : Sior
- géorgien : გიორგი (Giorgi)
- grec : Γεώργιος (Geórgios)
- hongrois : György
- irlandais : Seoirse
- italien : Giorgio
- letton : Jurģis
- lituanien : Jurgis
- malte : Ġorġ
- néerlandais : Joris, Jurian, Jurriaan
- norvégien : Jørgen, Georg
- occitan : Jòrdi
- poitevin : Jhorjhe
- polonais : Jerzy (diminutif : Jurek)
- portugais : Jorge
- roumain : Gheorghe
- russe : Георгий (Gueorgui), Юрий (Iouri)
- serbe : Ђорђе (Cyrillique), Đorđe (Latin)
- slovaque : Juraj, Jura, Juro
- slovène : Jurij
- suédois : Jörgen, Göran
- tchèque : Jiří (et ses dérivés : Jirka, Jiřík, Jiříček, Jíra, Jířa, Jurka, Jiránek, Jirušek, Jurášek etc.)
- turc : Yorgi
- ukrainien : Юрій (Iouriï)
- wallon : Djôrj

## Georges célèbres
- Pour l'ensemble des articles sur les personnes portant ce prénom, consulter :
  - la liste des articles dont le titre commence par ce prénom
  - les listes produites par Wikidata : Liste des personnes de prénom « Georges » — même liste en incluant les éventuels prénoms composés qui contiennent « Georges ».

### Artistes
- Georges Brassens
- Georges Braque
- Georges Bizet
- Georges de La Tour
- Georges Delerue
- Georges Guétary
- Georges Jouvin

### Écrivains
- Georges Bernanos
- Georges Courteline
- Georges Feydeau
- George Sand

### Hommes politiques
- Georges Jacques Danton
- Georges Eugène Haussmann
- Georges Clemenceau
- Georges Pompidou
- Georges Marchais
- Georges Frêche

### Acteurs
- Georges Beller
- Georges Marchal
- Georges Flamant

### Scientifiques
- Georges Cuvier